# غلاف جوي خارج الأرض

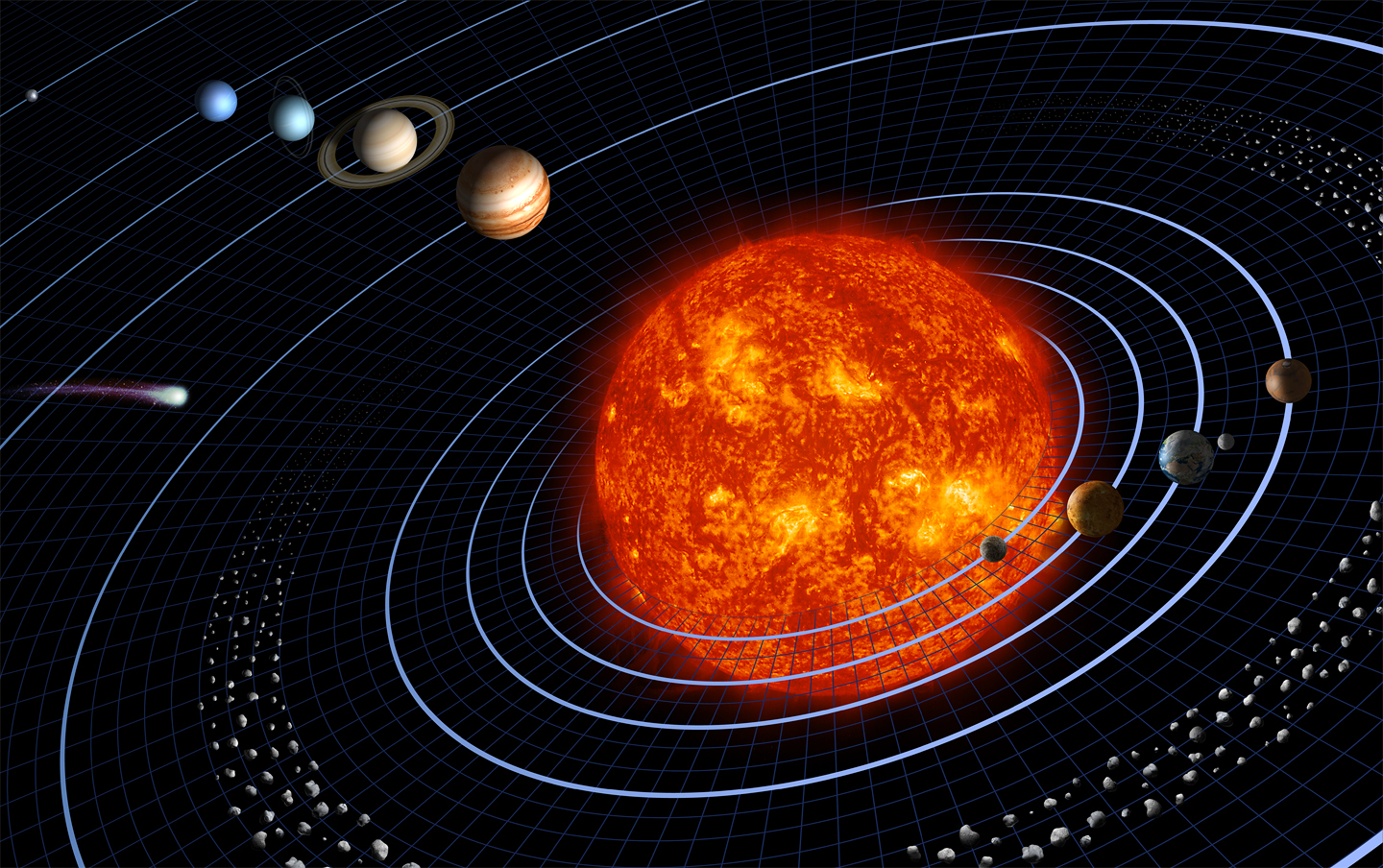
المكونات الرئيسية للنظام الشمسي.

تعتبر عملية دراسة الأغلفة الجوية الخارجية (بالإنجليزية: Extraterrestrial atmosphere)‏ باعتبارها جانباً من جوانب علم الفلك، واحدةً من أكثر مجالات البحث نشاطاً،  في أفق تحسين فهمنا للغلاف الجوي للأرض. بالإضافة إلى الأرض، العديد من الأجسام الفلكية الأخرى في النظام الشمسي لها غلاف جوي، وتشمل هذه الأجرام جميع الكواكب العملاقة الغازية، مثل المريخ أو الزهرة أو بلوتو. كما وتمتلك العديد من الأقمار وغيرها من الأجسام السماوية الأخرى أغلفة جوية،.تماماً كما هو الشأن عند المذنبات والشمس، وفي نفس السياق هناك الكثير من الأدلة التي تشير إلى توفر كواكب من خارج المجموعة الشمسية على غلاف جوي.
إن مقارنة هذه الأغلفة مع بعضها البعض ومع الغلاف الجوي للأرض يسمح لنا بتوسيع معارفنا الأساسية بالعمليات الجوية، مثل تأثير الاحتباس الحراري والهباء الجوي وفيزياء السحب، فضلاً عن كيمياء الغلاف الجوي كيمياء الغلاف الجوي ودينامياته.

## الكواكب

### الكواكب الداخلية
الأرض مستبعدة من هذه المقارنة، وذلك لاكتشاف معلومات أكثر حول الغلاف الجوي للأرض، انظر غلاف الأرض الجوي.

### عطارد
نظرا لصغر حجم عطارد (وبالتالي انخفاض خطورته) لا يمتلك هذا الأخير ما يمكن تسميته بغلاف جوي جوهري. حيث أن غلاف عطارد الجوي هو في الواقع مجرد غلاف رقيق للغاية يتكون في الغالب من كمية صغيرة من الهيليوم وبعض من آثار الصوديوم والبوتاسيوم والأكسجين. تأتي هذه الغازات المكونة لغلاف عطارد الجوي أساسا من الرياح الشمسية، من الاضمحلال الإشعاعي، من الآثار النيزكية ومن انحلال قشرة عطارد. الغلاف الجوي لعطارد غير مستقر ويتم تجديده باستمرار، بسبب ذراته الهاربة إلى الفضاء بسبب حرارة الكوكب.

### الزهرة

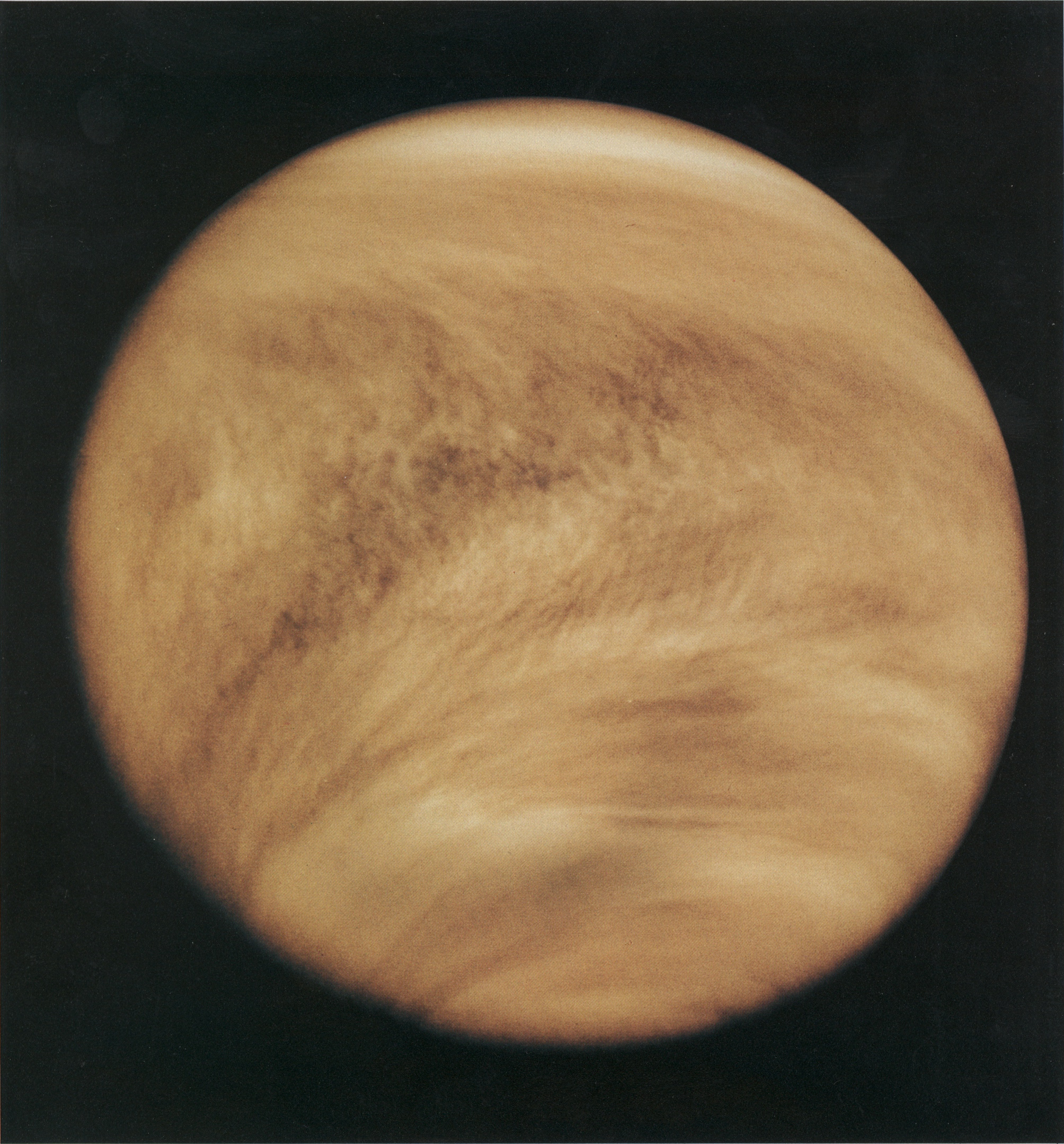
صورة بالأشعة فوق البنفسجية للغلاف الجوي لكوكب الزهرة، التقطها المسبار المداري فينوس بايونير في سنة 1979.

يتكون غلاف الزهرة الجوي أساسا من ثنائي أكسيد الكربون. كما يحتوي كذلك على كميات صغيرة من النيتروجين وغيرها من العناصر النزرة، التي تشمل المركبات التي تعتمد على الهيدروجين والنيتروجين والكبريت والكربون والأكسجين. غلاف الزهرة الجوي هو أكثر سخونة وأكثر كثافة مقارنة بغلاف الأرض الجوي، على الرغم من ضحالة. في الذي تسخن فيه غازات الدفيئة الطبقة السفلى لغلاف الزهرة الجوي، فإنها تبرد الطبقة العليا، مما أدى إلى تكون طبقة الثرموسفير المضغوطة. ·  في هذا الشأن ووفقا لبعض التعاريف، فإن غلاف كوكب الزهرة لايشتمل على طبقة الستراتوسفير.
تبدأ الطبقة التروبوسفيرية من سطح الكوكب وتمتد إلى ارتفاع 65 كيلومترا (وهو الارتفاع الذي يتم فيه على الأرض الوصول إلى طبقة الميسوسفير). في أعلى طبقة التروبوسفير، تصل درجات الحرارة والضغط إلى مستويات مماثلة لمستوياتها على الأرض. تبلغ سرعة الرياح على السطح بضعة أمتار في الثانية، لكنها سرعان ما تصل إلى حدود 70 متر في الثانية أو أكثر في طبقة التروبوسفير العليا. يصل ارتفاع طبقة الستراتوسفير والميزوسفير إلى ارتفاع يتراوح ما بين 65 كم إلى 95 كم. يبدأ الثرموسفير والإكسوسفير عند ارتفاع يبلغ حوالي 95 كم وينتهي عند حدود الغلاف الجوي، في ارتفاع يتراوح ما بين 220 و 250 كم. يعادل ضغط الهواء على سطح كوكب الزهرة حوالي 92 مرة من ضغطه على الأرض. تخلق الكمية الهائلة من ثاني أكسيد الكربون في غلاف الزهرة الجوي تاثيرا قويا للاحتباس الحراري، الشئ الذي يرفع من درجة حرارة الكوكب إلى حوالي 470 درجة مئوية، ما يجعلى جوه أكثر سخونة من أي كوكب آخر في النظام الشمسي.

### المريخ

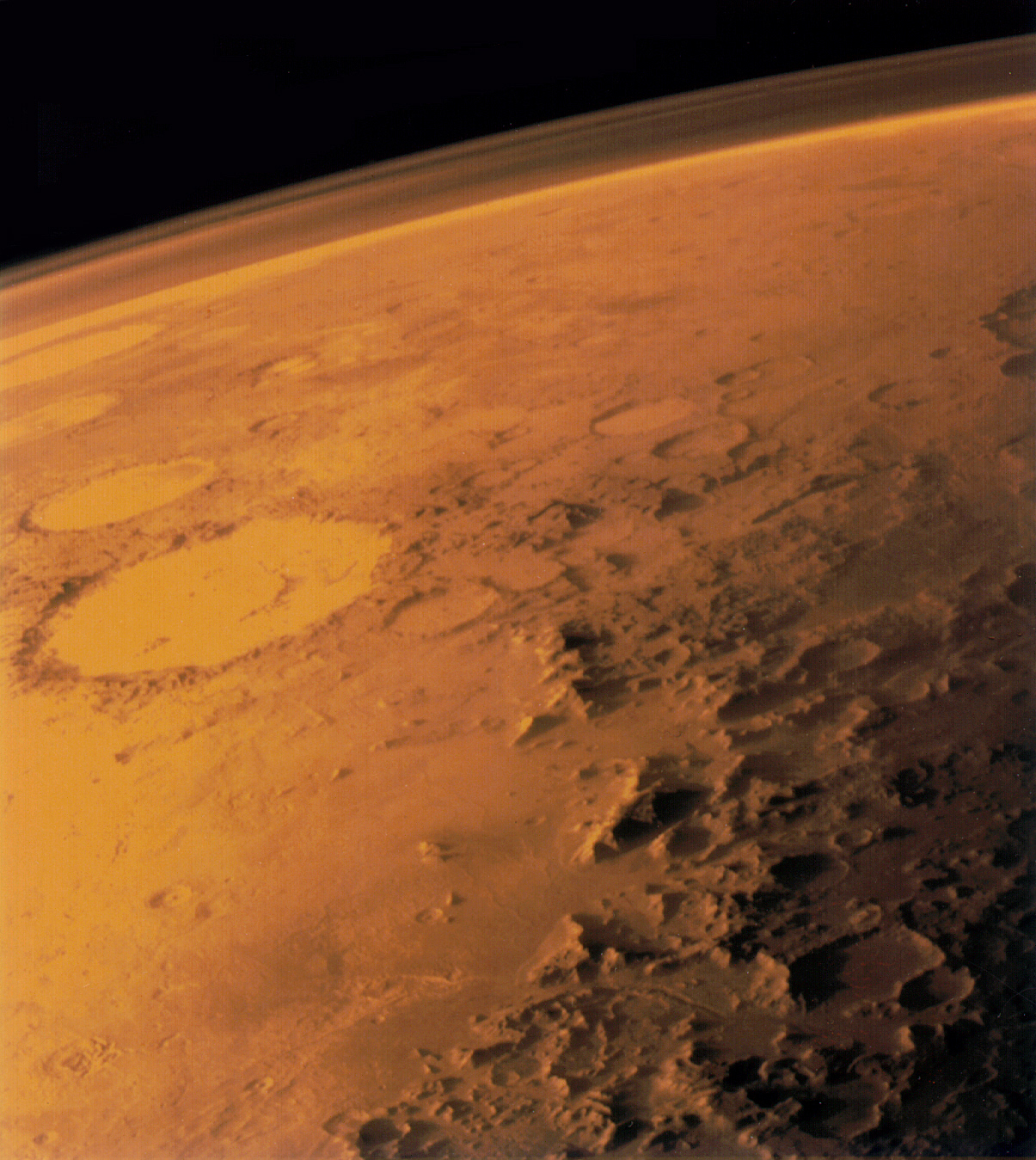
الغلاف الجوي لكوكب المريخ كما يبدو من الأفق.

يتميز غلاف المريخ الجوي بكونه رقيق للغاية ويتكون أساسا من ثاني أكسيد الكربون، مع القليل النيتروجين والأرجون. متوسط ضغط السطح على المريخ هو حوالي 0.6 إلى 0.9 كيلو باسكال، مقارنة مع حوالي 101 كيلو باسكال على الأرض. ما يؤدي إلى انخفاض حراري في غلافه الجوي، وكنتيجة لذلك يبقى المريخ عرضة للموجات الحرارية القوية التي يمكنها تغيير الضغط الجوي الكلي للكوكب بنسبة تصل إلى 10 في المائة. يزيد الغلاف الجوي الرقيق من تباين درجة حرارة الكوكب. حيث أن درجات الحرارة على سطح المريخ هي متغيرة بشكل مستمر. تتراوح درجات حرارة سطح المريخ ما بين ناقص 140 درجة مئوية خلال الشتاء القطبي و20 درجة مئوية خلال الصيف.
الغلاف الجوي الكلي على سطح المريخ هو أكثر برودة وأقل غبارا وأكثر غموضا مما أشير إليه في برنامج فايكينغ لاكتشاف المريخ، مع غلاف جوي يتمسز بدرجات حرارة أكثر برودة عموما وبتركيز غبار منخفض في العقود الأخيرة مقارنة بالفترة التي درستها مهمة فايكنغ.
لا تظهر مسوحات مركبة مارس ريكونيسانس أوربيتر، التي وفرت مجموعة البيانات حول الكوكب، أي ارتفاع في متوسط درجة الحرارة الإجمالية. على الصعيد المحلي والإقليمي، تشير التغيرات في حفر طبقة ثاني أكسيد الكربون المجمد في القطب الجنوبي للمريخ الذي لوحظ بين عامي 1999 و2001 إلى أن الغطاء الجليدي القطبي الجنوبي آخذ في التقلص. كما تشير الملاحظات الأخيرة إلى أن القطب الجنوبي للمريخ يستمر في الذوبان.
يقول مايكل مالين (عالم فلك وفضاء والرئيس التنفيذي لشركة مالين لعلوم الفضاء، الذي ساهمت كاميراته بشكل كبير في استكشاف المريخ) في هذا الشأن: «أنه الآن يتبخر بمعدل مذهل (يقصد المريخ) ». حيث تنمو الحفر في جليد المريخ بشكل متزايد وبوثيرة تصل إلى نحو 3 أمتار (9.8 قدم) سنويا. يقول مايكل مالين أن الظروف على سطح المريخ لا تؤدي حاليا إلى تشكيل جليد جديد. نتيجة لذلك اقترح موقع على شبكة الإنترنت أن هذا يشير إلى «التغير المستمر للمناخ» على المريخ. في نفس الوقت تشير دراسات متعددة إلى أن هذا قد يكون نتيجة لظاهرة محلية فقط بدلا من أن يكون من ظاهرة شاملة. يعتقد كولن ويلسون، أن هذه الاختلافات الملحوظة ناتجة عن الاختلافات في مدار المريخ. في المقابل يعتقد ويليام فيلدمان أن الاحترار على المريخ قد يكون بسبب خروج هذا الكوكب من العصر الجليدي. يذكر علماء آخرون أن الاحترار قد يكون ناتجا عن تغيرات الوضاءة الناجمة عن العواصف الترابية. تتوقع الدراسات أن كوكب المريخ يمكن أن يستمر في الاحترار، نتيجة الارتجاع الإيجابي.

### الكواكب الغازية
تعتبر الكواكب الخارجية الأربعة للنظام الشمسي ككواكب غازية عملاقة. هناك بعض القواسم المشتركة بين هذه الكواكب الأربعة في مايخص أغلفتها الجوية. جميعها تمتلك غلافا جويا يتكون أساسا من الهيدروجين والهيليوم التي تختلط في السائل الداخلي بواسطة ضغوط أعلى من النقطة الحرجة، بحيث لا يكون هناك حدود واضحة بين الغلاف الجوي وجسم الكوكب.

## أجسام أخرى من النظام الشمسي

### الأقمار الطبيعية
من المعروف جدا أن عشرة من الأقمار الطبيعية المتعددة في النظام الشمسي لديها غلاف جوي: أوروبا، آيو، كاليستو، إنسيلادوس، غانيميد، تيتان، ريا، ديون، ترايتون والقمر.
تمتلك كل من غانيميد وأوروبا أغلفة جوية غنية جدا بالأكسجين، الذي يعتقد أنه ناتج عن الإشعاع الذي يفصل الهيدروجين والأكسجين من جليد الماء على سطح هذه الأقمار. في المقابل يمتلك قمر آيو غلافا جويا رقيقة للغاية يتألف أساسا من ثنائي أكسيد الكبريت (SO2)، الناتج عن البركانية والتسامي الحراري لترسبات ثاني أكسيد الكبريت الناجم عن أشعة الشمس. كما ان الغلاف الجوي  لإنسيلادوس هو الآخر رقيق للغاية ومتغير، يتالف أساسا من بخار الماء والنيتروجين والميثان وثاني أكسيد الكربون الصادرة من المناطق الداخلية للقمر من خلال البراكين الباردة. كما يعتقد أن الغلاف كاليستو الجوي الرقيق للغاية مكون من ثاني أكسيد الكربون يتم تجديده انطلاقا من الرواسب السطحية من خلال عملية التسامي الحراري.